# Kiểu hình

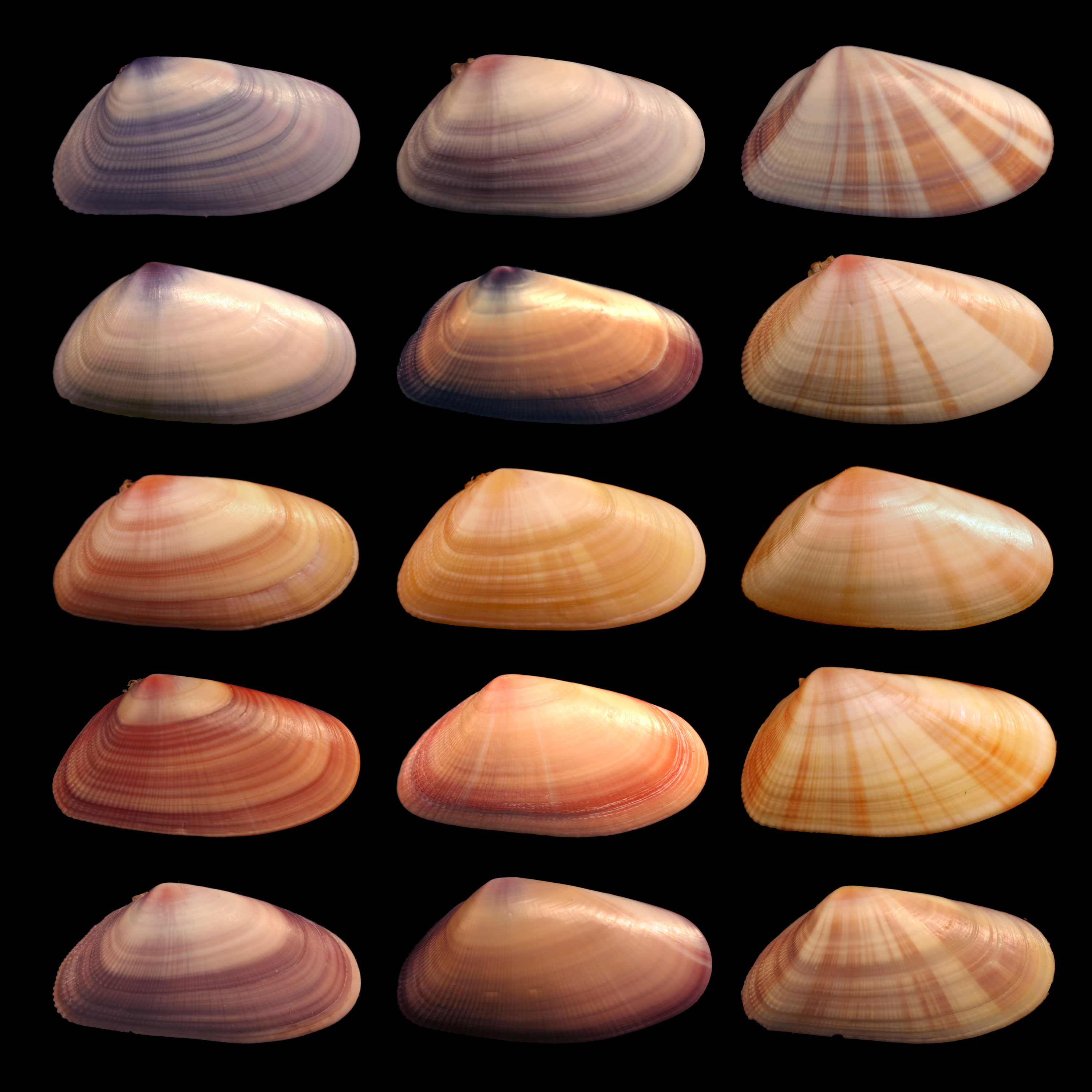
Vỏ sò của nhiều cá thể của loài chân rìu Donax variabilis thể hiện sự đa dạng về kiểu hình của loài (màu sắc và kiểu vân vỏ)

Quan hệ giữa kiểu gen và kiểu hình minh họa nhờ bảng Punnett đối với các đặc điểm màu hoa của đậu Hà Lan. Kí hiệu B chỉ gen trội (tím), còn b chỉ gen lặn (trắng).

Kiểu hình là tập hợp tất cả những đặc điểm (thường gọi là tính trạng) có thể quan sát được của một sinh vật.
Vì mỗi sinh vật có rất nhiều tính trạng, nên trong thực tế khi nói về kiểu hình của sinh vật thì người ta chỉ nói về một hoặc vài tính trạng của sinh vật đó đang được xét đến. Ví dụ như khi nói về màu mắt của người, ta có thể nói anh X có kiểu hình mắt đen, chị Y có kiểu hình mắt nâu, bà Z có kiểu hình mắt xanh, v.v.
Kiểu hình là biểu hiện ra bên ngoài của kiểu gen. Có thể bao gồm các đặc điểm hình thái học, đặc điểm phát triển, các tính chất sinh hóa hoặc sinh lý có thể đo đạc và kiểm nghiệm, hành vi v.v do kiểu gen chi phối cùng với tác động của môi trường. Khi một tính trạng có nhiều biểu hiện ra ngoài rất khác nhau, nghĩa là kiểu hình rất phong phú, thì tính trạng đó có thể được gọi là loại tính trạng đa hình.
Thuật ngữ "kiểu hình" do nhà di truyền học Đan Mạch là Wilhelm Johannsen đề xuất vào năm 1909 với nguyên từ là phenotype, hiện được sử dụng chính thức và phổ biến cho đến nay.

## Biến dị kiểu hình
Các khác biệt về kiểu hình (dựa trên biến dị di truyền kiểu gen) là điều kiện tiên quyết căn bản cho sự tiến hóa theo con đường chọn lọc tự nhiên. Chỉ có những sinh vật sống được toàn vẹn mới có thể xây dựng thế hệ sau, do đó chọn lọc tự nhiên ảnh hưởng đến cấu trúc gen của quần thể gián tiếp thông qua sự khác biệt về kiểu hình giữa các cá thể. Nếu không có sự sai biệt về kiểu hình thì sẽ không thể có sự tiến hóa do chọn lọc tự nhiên.
Sự tương tác giữa kiểu gen và kiểu hình thường được khái quát theo quan hệ sau:
kiểu gen (G) + môi trường (E) → kiểu hình (P)
Hay một dạng biến đổi của mối quan hệ này:
kiểu gen (G) + môi trường (E) + các tương tác giữa kiểu gen và môi trường (GE) → kiểu hình (P)
Các kiểu gen thường có thể dễ dàng thay đổi và biểu hiện nhiều kiểu hình khác nhau; ở nhiều sinh vật, kiểu hình khác nhau một trời một vực dưới các điều kiện môi trường khác nhau (xem thêm thường biến).
Khái niệm về kiểu hình có thể được mở rộng ra để nhắc tới các biến dị nằm dưới mức gen ảnh hưởng đến sức sống của sinh vật nào đó.